# Álex Chico
Álex Chico es un escritor español, nacido en Plasencia en el año 1980. Se licenció en Filología Hispánica y obtuvo el DEA en Literatura Española. Fue uno de los fundadores de la revista de humanidades Kafka. Actualmente trabaja como profesor de instituto y es miembro del consejo de redacción de Quimera. 

## Trayectoria
Se inició en el mundo de la escritura con el poemario La tristeza del eco (2008), y a ese le siguieron Dimensión de la frontera (2011), Un lugar para nadie (2013) y Habitación en W (2014). Desde entonces sus poemas también se han presentado en diversas antologías y en publicaciones como Turia, Suroeste, Ærea, Litoral, Estación Poesía o Librújula.
Su primer ensayo, Un hombre espera, se publicó en el año 2015. Un año más tarde publicó el cuaderno de notas Sesenta y cinco momentos en la vida de un escritor de posdatas (2016).
En 2017 publicó su primera novela, Un final para Benjamin Walter.  Los cuerpos partidos, se publicó a finales del 2019. Su última novela, Los nombres impares se publicó en el 2021.
En su tiempo libre también ejerce como crítico literario para medios como Ínsula, Cuadernos Hispanoamericanos, Nayagua, El Cuaderno, Ulrika, Revista de Letras o Clarín.

## Obras
- La tristeza del eco (Editora Regional de Extremadura, 2008). Poesía.
- Dimensión de la frontera (Ediciones de La Isla de Siltolá, 2011). Poesía.
- Un lugar para nadie (De la Luna Libros, 2013). Poesía.
- Habitación en W (Ediciones de La Isla de Siltolá, 2014). Poesía.
- Un hombre espera (En su tinta, 2015). Ensayo.
- Sesenta y cinco momentos en la vida de un escritor de posdatas (Ediciones de La Isla de Siltolá, 2016). Ensayo.
- Un final para Benjamin Walter (Candaya, 2017). Novela.
- Los cuerpos partidos (Candaya, 2019). Novela.
- Los nombres impares (Candaya, 2021). Novela.